# Cathédrale Sainte-Sophie de Los Angeles
Cette  cathédrale ne doit pas être confondue avec une autre cathédrale de Los Angeles.
 D’autres cathédrales portent le nom de cathédrale Sainte-Sophie.
L'église Sainte-Sophie (en grec, Haghia Sophia, c'est-à-dire l'église de la Sagesse Divine) fut construite en 1952 par Charles Skouras (en), dans ce qui était alors le quartier grec de Los Angeles, dans l'État de Californie.

## Description
Cette cathédrale de l'archevêché orthodoxe grec d'Amérique est le fruit d'une success story hollywoodienne. Quand Charles et ses frères, Georges (en) et Spyros, partirent tenter leur chance à Hollywood, Charles fit vœu au Seigneur de construire la plus majestueuse des cathédrales si Dieu lui offrait de réussir dans le show-biz. Arrivé à la tête de Fox West Coast, Charles agit en homme de parole et construisit Sainte-Sophie.
Simple d'extérieur, l'église possède une magnifique décoration intérieure. De nombreux acteurs hollywoodiens d’origine grecque ont été membres de la communauté, dont Telly Savalas, qui y fut inhumé, et George Chakiris. Sharon Lawrence s'est mariée dans cette église en 2002.
En 2005, à l'occasion d'un congrès de l'Archevêché orthodoxe grec d'Amérique, la liturgie fut dite en espagnol, grec et anglais, tandis qu'un chœur d'enfants d'un orphelinat orthodoxe de Tijuana au Mexique assurait la musique.